# Mongiardino Ligure
Mongiardino Ligure – miejscowość i gmina we Włoszech, w regionie Piemont, w prowincji Alessandria.
Według danych na styczeń 2010 gminę zamieszkiwało 181 osób przy gęstości zaludnienia 6,2 os./1 km².